# Црква Свете Тројице у Рипњу
Црква Свете Тројице саграђена је у периоду од 1892—1894. године на истом месту на ком се претходно налазила црква брвнара из 1820. године. Црква се налази у селу Рипањ, општина Вождовац. Од 2010. године ужива статус културног добра и под заштитом је Завода за заштиту споменика културе.

## Историја и архитектура цркве
Место на коме је саграђена рипањска црква Свете Тројице представља место са ког је вожд Карађорђе 1804. године покренуо војску командујући операцијом ослобођења Београда од Турака.

### Црква - брвнара
Рипањска црква подигнута је као задужбина кнеза Милоша. Доказ за то је сачувана преписка мештанина Живка Михаиловића и кнеза Милоша из 1820. године, у којој он извештава кнеза о току радова на подизању цркве и тражи даље инструкције. У црквеној архиви је сачувана фотографија ове цркве из 1882. године на којој се се јасно може сагледати спољашњост цркве, као и поједини архитектонски детаљи. Црква-брвнара је имала каменом озидан сокл висине око 1 метар. Осим тога, каменом је био обрађен и јужни портал који се лучно завршавао, као и један део јужног зида око самог портала. Издужене је основе, димензија око 6х15, са полигоналном апсидом на источној страни и полукружним тремом на западној. Високог је и стрмог крова, са ублаженим нагибом широке настрешнице, заобљен је на ужим странама и прекривен шиндром.
Унутрашњост цркве је вероватно била налик многобројним црквама-брвнарама са подручја централне Србије. На основу величине цркве, облика крова, распореду прозорских окна и других елемената, претпостављамо да је имала ограђену припрату са хором изнад ње, а таваница је била засведена ужљебљеним шавовима. Иконостас ове старе цркве је сачуван и касније премештен у нову.

### Нова Црква Свете Тројице
Нова црква Свете Тројице саграђена је у периоду од 1892—1894. године на истом месту. Архитектонски је осмишљена као једнобродна грађевина, засведена полуобличастим сводом ојачаним потпорним луковима. Олтарски простор има четвртасту основу, са мањом полукружном апсидом. И бочне певнице су сличног облика – у основи су правоугаоне, са полукружном нишом удубљеном у маси зида. Изнад певница се дижу два ниска кубета на коцкастим постољима. Простор наоса је подељен пиластрима и потпорним луковима на три травеја. Западни део цркве се завршава припратом изнад које се налази хор и осмострани звоник. Црква је зидана од опеке и омалтерисана споља и изнутра. Фасаде су урађене у духу српске средњовековне архитектуре (мешавина рашке и моравске школе) са елементима романтизма. Хоризонтална подела извршена је помоћу профилисаних венаца- сокл, средњи венац између доње и горње зоне и кровни венац, вертикална подела извршена је помоћу пиластера. Између пиластера налазе се плитке слепе аркаде са уским и дугачким прозорским отворима. Оба портала, и западни и јужни, обрађена су на сличан начин и имају лучни завршетак.

## Иконостас
Иконе старог иконостаса које су рађене 1824. године постављене су на дашчану преграду, као и друге иконе из 1830. и 1831. године. Царске двери су обрађене у позлаћеном дуборезу са барокним биљним мотивима који уоквирују 11 медаљона. Бочне двери нису украшене резбаријама, већ сликаном декорацијом састављеном од цветних мотива. За иконостас се не може рећи да је јединствен, већ се на њему уочавају радови различитих зографа. Царске двери се на основу сликарског поступка (мешавина провизантијских традиција и барокних форми, употреба злата, графицизам у обради драперија, топао колорит) могу приписати Јањи Молеру. Уочава се велика сличност између престоних икона овог иконостаса које су дело непознатог уметника из 1824. године, и икона у Остружници које је радио Ристо Николић. Изузетак су иконе Христа и Богородице, које се издвајају својим квалитетом. На њима је уочљив усклађен колорит и зналачки осликане драперије у ситним и финим наборима, које су распоређене тако да прате анатомију тела.
Бочне двери је осликао Анастас Константиновић 1830. године, који је са неколико цинцарцких зографа осликао доста иконостаса по Србији у том периоду. Његово најкасније дело је композиција Опело Стефана Дечанског из 1848. године које се налази на унутрашњој страни кивота овог светитеља. Иконе у горњим зонама (празничне иконе и иконе апостола) су дело непознатог домаћег сликара из истог времена. Средишња композиција Силазак Св. Духа је настала нешто касније, вероватно средином XIX века.